# Alta tensión
|  | Aquest article tracta sobre el concurs televisiu. Si cerqueu el joc de tauler, vegeu «Power Grid». |

Alta tensión, anomenat en la seva última etapa Tensión sin límite, va ser un concurs de televisió emès a Espanya entre els anys 1998 i 2011.

## Història
Es va estrenar en Antena 3 en la temporada 1998-1999, presentat per Constantino Romero. El major premi del programa era un automòbil (un Fiat Punto Gran).
Va passar després a ser presentat per Luis Larrodera en la cadena de televisió Cuatro (2006-2008) A l'etapa de Cuatro, donaven l'oportunitat als espectadors d'enviar un panell per e-mail que sortiria en el programa. Tots els espectadors que enviaven un panell rebien de regal un rellotge amb el logotip d'Alta Tensión.
El concurs va ser produït per Gestmusic fins a 2008 i s'ha emès en altres països com Estats Units, Països Baixos i Austràlia.
El 2011, el concurs canvia de productora i passa a ser produït per la productora Coral Europa. Des de gener de 2011 va ser presentat per Ivonne Reyes en la cadena de televisió d'Espanya VEO7, sota el títol de Tensión sin límite a causa de diversos problemes legals amb els drets del nom Alta tensión, que continuava sent propietat de Gestmusic. Aquesta nova versió del programa va ser cancel·lada per baixa audiència després d'emetre tan sols 31 programes al febrer de 2011. Però el 14 de març de 2011, la cadena Veo7 decideix recuperar el format al seu horari habitual. i 10 dies després decideixen cancel·lar-lo de nou el 24 de març deixant més de 50 programes gravats sense emetre.

## El joc, els premis i eliminatòries
El joc el conformen tres jugadors que competien entre si, per a guanyar la major quantitat de diners possibles. El millor premi del concurs és un cotxe, pel qual només podia jugar un concursant després de passar una ronda de dos o tres panells entre dos participants.
El joc es divideix en 3 rondes i dues eliminatòries:

## Format

### Primera ronda
La primera ronda consisteix en tres panells de setze caselles cadascun, amb deu respostes correctes i sis incorrectes. En l'etapa actual del programa, en els tres panells els diners augmenta de 10 euros en 10 euros (des de 10 € fins a 100 €).
Els dos concursants que aconsegueixen major puntuació, es classifiquen a la següent ronda, mentre que el tercer queda eliminat i gana els diners que havia acumulat.
En el cas que hi hagi un empat amb o sense diners entre algun dels concursants, es realitza un quart panell de desempat de dotze caselles amb vuit respostes correctes i quatre incorrectes on cada concursant diu una casella i el primer que falli abandona el programa quedant-se classificat per a la següent ronda l'altre concursant.
En l'etapa anterior del programa, la de Cuatro (2006-2008), els diners augmentaven de 100 euros en 100 euros (des de 100 € a 1000 €) i en l'últim panell de la ronda, els diners augmentava de 200 en 200 € (des de 200 € a 2.000 €). Els dos concursants que havien aconseguit major puntuació es classificaven a la següent ronda, mentre que el tercer quedava eliminat i guanyava els diners que havia acumulat.

### Segona ronda
La segona ronda consisteix en dos panells (o tres) de dotze caselles cadascun, amb vuit respostes correctes i altres quatre incorrectes. en aquesta ronda, els concursants ja no juguen pels diners que havien acumulat, perquè ja el tenen assegurat. Es juga pel nombre de panells guanyats. El primer jugador que guanya dos panells, passa a la final mentre que l'altre queda eliminat i aconsegueix els diners acumulats anteriorment.
Els concursants decideixen quina quantitat de caselles són capaces d'encertar, fins que un concursant diu que no és capaç d'encertar-ne més i cedeix el panell al seu company. El concursant que ha dit que contestarà aquest nombre de respostes, ha d'encertar-les per a emportar-se el panell, encara que no respongui a totes les respostes correctes del panell. Si falla una, passa al seu company que amb tan sols encertar una gana el panell, però si falla, l'altre concursant torna a intentar acabar d'encertar el nombre de respostes que havia dit que era capaç d'encertar per a emportar-se el panell.
El concursant que encerti dos panells, passa a la ronda final.

### Ronda final
A la ronda final, a més de guanyar els diners que havia acumulat el concursant, podrà jugar per un cotxe. El que ha de fer per a guanyar-lo és assenyalar les set respostes correctes en un panell de dotze caselles. A diferència dels altres, en aquest, el concursant disposa d'un límit de 60 segons per a resoldre'l, i ha d'assenyalar manualment en una pantalla tàctil les caselles que creu que són correctes a més de prémer un botó després per a comprovar les respostes correctes. Si encerta les set abans que s'acabi el temps, el cotxe és seu.

## Mode de joc
- Després de la resposta de les caselles, pot haver-hi dues opcions:
  - Una bombeta encesa, que comporta una resposta correcta. En la primera ronda, suma 10 € en el primer encert, fins als 100 € del desè encert (últim de cada panell).
  - Una bombeta que es trenca, que comporta una resposta incorrecta. Fa perdre el torn, i en la primera ronda, també els diners.
- El concursant intenta resoldre el major nombre de caselles possibles, però per algun dubte o per no saber la resposta, en la primera ronda pot passar el torn al concursant de la dreta, conservant els diners. El jugador que resolgui un panell, continua jugant.

A l'etapa de Cuatro (2006-2008), podia aparèixer també:
- Una estrella, que senyalitza una resposta correcta i aconseguir un comodí.

El comodí: Només en la primera ronda, en alguna de les respostes correctes pot haver-hi un comodí, que pot ser utilitzat pel concursant en el cas de marcar una afirmació falsa per a conservar els diners, encara que no el torn. Hi ha concursants que també prefereixen quedar-se amb el comodí en vegada que amb els diners, sobretot si queden molts panells per davant.

## Els presentadors
Aquest concurs ja va ser emès abans en la temporada 1998/2000 per Antena 3, amb Constantino Romero com a presentador.
De 2006 a 2008, el va presentar Luis Larrodera, que també va presentar Un, dos, tres... ¡a leer esta vez! a TVE o El traidor a Cuatro.
El 2011, Ivonne Reyes va ser l'encarregada de presentar el programa amb un nou títol, Tensión sin límite a la cadena VEO7.

## Audiències per temporada
El setembre del 1998 va arrencar en Antena 3 un dels concursos culturals de major audiència de la cadena: Alta tensió. Cada tarda, de dilluns a divendres, i més endavant, en una segona etapa, en cap de setmana, Constantino Romero va presentar aquest singular concurs, que va mantenir atents als teleespectadors durant dues temporades.
- Antena 3 (1998): 2.197.000 espectadors i un 27,9%
- Antena 3 (1999): 2.097.000 espectadors i un 24,8%
- Cuatro (2006): 434.000 espectadors i un 5,8%
- Cuatro (2007-2008): 578.000 espectadors i un 7,1%
- VEO7 (2011): 43.000 espectadors i un 0,39%